# Olszanka (Wyszków)
Pour les articles homonymes, voir Olszanka.

Olszanka (prononciation : [ɔlˈʂaŋka]) est un village polonais de la gmina de Wyszków dans le powiat de Wyszków de la voïvodie de Mazovie dans le centre-est de la Pologne.
Il se situe à environ 6 kilomètres à l'ouest de Wyszków (siège de la gmina et de la powiat) et à 50 kilomètres au nord-est de Varsovie (capitale de la Pologne).

## Histoire
Jusqu'en 1975, il faisait partie du territoire de la Voïvodie de Varsovie, puis de 1975 à 1998, de celui de la Voïvodie d'Ostrołęka